# Ojo de Agua, Cazones de Herrera
Ojo de Agua är en ort i Mexiko.   Den ligger i kommunen Cazones de Herrera och delstaten Veracruz, i den sydöstra delen av landet, 240 km nordost om huvudstaden Mexico City. Ojo de Agua ligger 23 meter över havet och antalet invånare är 388.
Terrängen runt Ojo de Agua är platt. Runt Ojo de Agua är det ganska tätbefolkat, med 65 invånare per kvadratkilometer. Närmaste större samhälle är Cazones de Herrera, 2,6 km nordväst om Ojo de Agua. Trakten runt Ojo de Agua består till största delen av jordbruksmark.